# Branislau Samojlau
Branislau Samojlau (belarussisch Браніслаў Самойлаў; englische Transkription Branislau Samoilau; * 25. Mai 1985 in Wizebsk) ist ein ehemaliger belarussischer Radrennfahrer.

## Karriere
2005 gewann Branislau Samojlau die Gesamtwertung der. Volta a Lleida. 2006 nahm er zusammen mit seinem Landsmann Andrej Kunizki an den Straßen-Radweltmeisterschaften in Salzburg teil. Im Zeitfahren der U23-Klasse belegte er den 17. Platz, im Straßenrennen der Nachwuchskräfte wurde er 115. Bei den Straßen-Radweltmeisterschaften 2007 in Stuttgart beendete er das Zeitfahren der U23-Klasse auf dem neunten Platz.
Im Juni 2009 erhielt Samojlau einen Profivertrag beim UCI WorldTeam Quick-Step. Noch im selben Jahr wurde er Gesamtdritter der Österreich-Rundfahrt. Zur Saison 2011 wechselte er zum Movistar Team, bei dem er international ohne zählbare Erfolge blieb. 2013 war er ohne internationales Team, erst 2014 erhielt er beim Team CCC-Polsat eine zweite Chance als Radprofi. Sein einziger Sieg für das Team blieb ein Etappenerfolg bei der Settimana Internazionale Coppi e Bartali gleich im ersten Jahr.
2018 kehrte Samojlau in seine Heimat zurück und wurde Mitglied im Minsk Cycling Club. Mit diesem erzielte er mehrere Siege bei kleineren Rennen der UCI Europe Tour. Nach der Saison 2022 beendete er im Alter von 37 Jahren seine Karriere im Radsport.
Im Verlauf seiner Karriere errang Samojlau insgesamt sechs nationale Titel auf der Straße, zwei als U23-Fahrer und vier in der Elite. 2012 startete er bei den Olympischen Spielen in London im Straßenrennen und belegte Rang 78. Insgesamt startete er bei sieben großen Landesrundfahrten. Seine besten Platzierungen waren ein fünfter Etappenrang und ein 22. Gesamtrang, beide beim Giro d’Italia 2007.

## Erfolge
2005
- Gesamtwertung Volta a Lleida
- Belarussischer Meister – Einzelzeitfahren (U23)

2006
- Belarussischer Meister – Einzelzeitfahren (U23)

2007
- Belarussischer Meister – Straßenrennen

2008
- eine Etappe Settimana Ciclistica Lombarda

2009
- Belarussischer Meister – Einzelzeitfahren

2010
- Belarussischer Meister – Einzelzeitfahren

2012
- Belarussischer Meister – Einzelzeitfahren

2013
- eine Etappe Tour of Małopolska

2014
- eine Etappe und Mannschaftszeitfahren Sibiu Cycling Tour

2017
- Mannschaftszeitfahren Settimana Internazionale

2018
- eine Etappe Tour of Mersin
- Horizon Park Race Maidan
- Horizon Park Race Classic
- eine Etappe Tour de Serbie

2019
- Grand Prix Gazipaşa
- eine Etappe Tour of Mersin
- Gesamtwertung und eine Etappe Tour of Mesopotamia

2020
- Grand Prix Manavgat

## Grand-Tour-Platzierungen
| Grand Tour            | 2007 | 2008 | 2009 | 2010 | 2011 | 2012 | 2013 | 2014 | 2015 | 2016 | 2017 |
| --------------------- | ---- | ---- | ---- | ---- | ---- | ---- | ---- | ---- | ---- | ---- | ---- |
| Giro d’ItaliaGiro     | 22   | –    | –    | 39   | 45   | 43   | –    | –    | 48   | –    | 112  |
| Tour de FranceTour    | –    | –    | –    | –    | –    | –    | –    | –    | –    | –    | –    |
| Vuelta a EspañaVuelta | –    | –    | –    | DNF  | –    | –    | –    | –    | –    | –    | –    |